# Madoka Shimogaki
 (mai 2014).
Si vous disposez d'ouvrages ou d'articles de référence ou si vous connaissez des sites web de qualité traitant du thème abordé ici, merci de compléter l'article en donnant les références utiles à sa vérifiabilité et en les liant à la section « Notes et références ».
Madoka Shimogaki (下垣真香, Madoka Shimogaki, née le 15 décembre 1991 au Japon) est une idole japonaise, chanteuse, actrice et mannequin. 
Elle débute à onze ans en 2003 en interprétant le rôle d'Annie dans une version japonaise de la comédie musicale homonyme. En avril 2005, à treize ans, elle devient Oha Girl, animatrice dans l'émission télévisée pour enfants Oha Star, jusqu'en mars 2007. En janvier 2007, elle rejoint le groupe de J-pop, 9nine, qu'elle quitte en août 2010. Elle apparait aussi dans quelques émissions de variété et dramas pour la télévision, et comme modèle dans des magazines et publicités. 

## Filmographie

### Télévision
- 2004 : Junior de GO !
- 2004 : Jcheck it
- 2005-2007 : Oha Star
- 2006-2007 : Oha Colossium
- 2007 : Akashiya-san Channel
- 2007 : The Wide

### Drama
- 2008 - Yottsu no Uso

## Apparitions

### Publicités
- 2004 : Bandai « Tamagocchi Purasu »
- 2005 : Bandai « Tamagocchi Purasu »

### Magazines
- 2004 : PURE PURE
- 2005 : Lemon Teen
- 2005 : PURE PURE
- 2005 : TA
- 2005 : Audition
- 2005 : BOMB
- 2005 : Kindai
- 2005 : Shuukan Shounen Champion
- 2005 : Chao
- 2005 : Shougaku Ichinensei
- 2005 : Shougaku Ninen Nama
- 2005 : Shougaku Nannensei
- 2006 : Chao
- 2006 : BOMB
- 2006 : De Vie

### DVD
- 07/04/2006 - U-15 Films « Eien »